# Re:Dial
『Re:Dial』（リ・ダイアル）は、livetuneの初のベスト・アルバム。2013年3月20日にトイズファクトリーから発売された。規格品番は、期間限定盤がTFCC-84627、通常盤がTFCC-84628。

## 概要
2008年にビクターエンタテインメントから、初めて初音ミクを使用したメジャーアルバム「Re:package」を発売し、2012年に「Tell Your World」がGoogleのCMソングに使用されて話題となったlivetuneが、デビュー5周年を記念してトイズから発売したベストアルバム。
ビクター在籍時代の曲もライセンスを受けて収録されている。CDでのみリリースされ、配信では代わりにアルバム「Re:Upload」が発売されている（こちらはビクター時代の曲は収録されていない）。
ジャケットイラストはmebaeが担当。期間限定盤はDVD付き。

## 収録曲
- 特記以外、全作詞・作曲・編曲 - kz
- M3～M6、M12～M14 - Licensed by Victor Entertainment, Inc.

### CD
1. Redial
表題曲。PVは村上隆が監督の元、札幌市にあるアニメ制作会社STUDIO PONCOTANによって製作された[1]。振り付けは前田健が担当[2]。DVDには収録されていない。
2. Tell Your World
トイズ移籍後の1stシングル。Google ChromeのCM曲。
3. Packaged
4. ファインダー
5. Light Song
6. ストロボナイツ
作詞 - yae 作曲・編曲 - kz
7. Yellow (Re:Dialed)
Licensed by INCS toenter
8. Magnetic
新曲。
9. Fly Out
10. Weekender Girl
作詞 - kz 作曲 - 八王子P 編曲 - kz
「初音ミク -Project DIVA- f」のタイアップ曲。なお、これを機に作曲者の八王子Pもソニー・ミュージックダイレクトからトイズに移籍している。
11. Heart Beat
12. D.E.N.P.A. (Re:edit)
13. our music (kz's The Beginning of The End remix)
14. Last Night, Good Night (Re:Dialed)
村上隆監督映画「めめめのくらげ」主題歌。こちらのバージョンが起用された。
15. Tell Your World -English Version-
英訳 - Water Knee

### DVD
1. Tell Your World -Music Clip-
ディレクター：ファンタジスタ歌麿呂、わかむらP、TAKCOM
2. Fly Out（Music Video）
ディレクター:Flapper3 Inc.
3. Weekender Girl（Music Video）
ディレクター：SEGA、わかむらP
4. Last Night, Good Night（Music Video）
ディレクター：redjuice

## Re:Upload
『Re:Upload』（リ・アップロード）は、2013年5月29日にトイズからiTunes Storeで発売されたlivetuneの配信限定アルバム。『Re:Dial』より、トイズ移籍後の曲と、「Last Night, Good Night」の再録版が収録されている。
1. Redial
2. Tell Your World
3. Yellow (Re:Dialed)
4. Magnetic
5. Fly Out
6. Weekender Girl
7. Last Night, Good Night (Re:Dialed)
8. Tell Your World -English Version-